# Smoleniec
Smoleniec – osada w Polsce, w województwie wielkopolskim, w powiecie słupeckim, w gminie Zagórów.
Do 2023 miejscowość była częścią wsi Koszelewska Łąka.
W latach 1975–1998 Smoleniec należał administracyjnie do województwa konińskiego.